# شريان قولوني أوسط
الشريان القولوني الأوسط (بالإنجليزية: Middle colic artery)‏ هو تفرع للشريان المساريقي العلوي والذي يغذي معظم القولون المستعرض. ينشأ هذا الشريان مباشرة أسفل المعثكلة، ويعبر للأسفل وللأمام بين طبقات مسراق القولون المستعرض، لينقسم إلى فرع أيمن وفرع أيسر.
الفرع الأيمن يقوم بالتفاغر مع الشريان القولوني الأيمن، بينما يقوم الفرع الأيسر بالتفاغر مع الشريان القولوني الأيسر والذي هو فرع من الشريان المساريقي السفلي
الأقواس التي تتكون من هذه التفاغرات توجد على بعد عرض إصبعين من القولون المستعرض، حيث تخرج منها الفروع.

## وصلات خارجية
- صور تشريحية:39:03-0101 في مركز داونستيت الطبي التابع لجامعة نيويورك - "الأمعاء والمعثكلة: تفرعات الشريان المساريقي العلوي"
- صور تشريح صني 8579
- درسٌ تشريحي حول sup&infmesentericart مُعدٌ بواسطة ويسلي نورمان (جامعة جورجتاون).